# Orocrambus scutatus
Orocrambus scutatus là một loài bướm đêm trong họ Crambidae.